# Aimé Marie Gaspard de Clermont-Tonnerre

Aimé de Clermont-Tonnerre

Aimé Marie Gaspard de Clermont-Tonnerre, Marquis de Clermont-Tonnerre, 6. duc de Clermont-Tonnerre (* 27. November 1779 in Paris; † 8. Januar 1865 auf Schloss Glisolles) war ein französischer General und Minister.

## Biografie
Er wurde geboren als Sohn von Gaspard Paulin de Clermont-Tonnerre (Haus Clermont-Tonnerre, * 1750; † 1842) und Anne Marie Louise Bernard de Rieux (Haus Boulainvilliers, * 1758; † 1781); Kardinal Anne-Antoine-Jules de Clermont-Tonnerre (1749–1830) war sein Onkel (Bruder des Vaters). Ein weiterer Bruder des Vaters, Marquis Charles Gaspard de Clermont-Tonnerre, sowie der Großvater, Herzog Jules Charles Henri de Clermont-Tonnerre (1720–1794), starben während der Revolution 1794 in Lyon auf der Guillotine.
Clermont-Tonnerre trat in die französische Armee ein, machte die Feldzüge in Italien, Deutschland und Spanien mit und wurde 1808 Adjutant des Königs von Neapel, in dessen Gunst und Dienst er fortan blieb.
Nach 1814 trat er mit dem Rang eines Obersten in die französische Armee zurück, wurde Maréchal de camp und nach der zweiten Rückkehr des Königs Pair von Frankreich und Kommandeur der Gardekavallerie.
Er stand auf Seiten der gemäßigt konservativen Partei und wurde 1821 unter Jean-Baptiste de Villèle Marineminister und Lieutenant-général. 1823 vertauschte er das Ministerium der Marine mit dem des Kriegs und betrieb mit Energie die Reorganisation des Heerwesens.
Nach der Julirevolution von 1830 weigerte er sich, der neuen Regierung den Eid der Treue zu leisten, und zog sich ins Privatleben zurück. 